# Nabú-apal-uszur
Nabú-apal-uszur (Nabû-apla-uṣur, jelentése: "Nabu , védd meg a fiút"), Kr. e. 658 – Kr. e. 605. augusztus 16.), az arameusok közé tartozó kháld törzs vezére, Bít-Jakíni tartomány sejkje, majd Babilon királya Kr. e. 626-tól haláláig, az Újbabiloni Birodalom alapítója, amelyet ettől kezdve Kháldú (azaz Kháldea) néven emlegettek.
Héber forrásokban ismert neve Nabopolasszar.

## Babilónia megszerzése
A magát egyes kutatók szerint II. Marduk-apla-iddínától származtató Nabú-apal-uszur – aki az előbbihez hasonlóan szintén a Jakin-ház vezére volt, felirataiban viszont „senki fiának” nevezte magát – fellépése idején Asszíriában már zűrzavar tombolt, az Újasszír Birodalom a gyors hanyatlás korát élte, ezért aztán sikeresen megőrizhette pozícióját, melynek fontos bázisa volt Tengerföld mocsaras vidéke, ahova a kháld felkelők már két évszázada elrejtőzhettek veszély esetén. Szintén számíthatott a térségben mind nagyobb létszámban jelenlévő nomád-félnomád arámi és arab törzsek támogatására. Legerősebb szövetségesei azonban az elámiták voltak, az egyesült kháld-elámi hadsereg súlyos vereséget mért II. Sarrukín asszír király seregeire, így lehetett önálló ismét Babilon.
A békés időket hozó Kandalánu halála után több csatáról hallunk 627 folyamán Babilóniában, majd Nabú-apal-uszurt, Tengerföld korábbi asszír helytartóját ismerték el királynak, feltehetően Szipparban (626. november 23.). Ugyanebben az évben bevonult Nippurba, de az asszírbarát központból hamarosan kiűzték. Feliratokból kitűnik, hogy bár Assur-etelli-iláni nem követelte a babilóniai trónt, mindvégig jelentős befolyással bírt egyes területein (főleg a privilégiumaikat nomádoktól féltő nagyvárosokban, Nippurban, Szipparban, Urukban). A terület ellenőrzéséért váltakozó szerencsével folyt a harc, azonban Kr. e. 623-ban Dér városa fellázadt. Assur-etelli-ilániról nem hallunk többet, amint Szín-sum-lisirről, a lázadást feltehetően kirobbantó eunuchról sem, aki szintén próbálkozott a babilóniai trón megszerzésével. Végül Assur-etelli-iláni fivére, Szín-sar-iskun szerezte meg Asszíria trónját. Ő szintén harcolt Babilóniáért, és Szippart is sokáig ellenőrzése alatt tartotta, azonban Kr. e. 620-ra csak Uruk és Nippur maradt meg a birtokában.
(Megjegyzendő, hogy az utolsó újasszír uralkodók kronológiája a leletek híján bizonytalan, és csak feltevésekre hagyatkozhatunk. Egy másik, szintén elterjedt elmélet szerint Assur-etelli-iláni korábban uralkodott, és Nabú-apal-uszurnak már kezdettől fogva Szín-sar-iskunnal kellett harcolnia. Ennek fennáll a lehetősége, ugyanis Assur-bán-apli halálának/visszavonulásának időpontja nem meghatározható.)
Nippur egészen Kr. e. 617-ig az asszír helyőrség kezén maradt, ami nyilvánvalóan rendszeres utánpótlást kellett, hogy kapjon. Uruk többször gazdát cserélt, végleg csak Kr. e. 616-ban került Nabú-apal-uszur birtokába, aki ezzel egész Babilónia ura lett. Ugyanebben az évben az új birodalmat alapító király támadást indított az Eufrátesz mentén Szíria irányába, és Gablini városánál szétvert egy asszír-iráni sereget, majd egészen a Balih folyóig hatolt. Egyiptom az új fenyegetés láttán szövetséget kötött Asszíriával, mire Nabú-apal-uszur azonnal visszavonult, és Gablini mellett kicsúszott üldözői kezéből. Nem sokkal később – talán méd segítséggel – Arrapha (ma Kirkuk) mellett ismét győzelmet aratott.

## Asszíria elpusztítása
Kr. e. 615-ben magát Assurt, az Asszír Birodalom ősi fővárosát vette célba a babiloni uralkodó, azonban egészen Takritainig (Tikrit) szorították vissza az asszír erők. Az erődvárost azonban már tartani tudta, hiába próbálkozott Szín-sar-iskun tíznapos csatában legyőzni őt.
Kr. e. 614-ben a Uvakhsatra (akkádul Umakistar, görögül II. Küaxarész) vezette médek megtámadták Ninivét és Kalahot, bevették Tarbiszut és lerombolták Assurt. Nem tudni, hogy szándékosan-e, de a babiloni erők csak Assur eleste után érkeztek a színhelyre, és nyomban szövetséget is kötöttek a médekkel. Ennek megpecsételéseként Uvakhsatra lányát, Amüitiszt hozzáadták Nabú-apal-uszur fiához, II. Nabú-kudurri-uszurhoz. Szín-sar-iskun, bár birodalmának központja közvetlen fenyegetés alatt állt, a következő évben ellencsapást indított: szkíta szövetségeseire bízta a médek lekötését, míg ő maga délre vezetett hadjáratot. Nabú-apal-uszurt ki is űzte Anat városából. Ez azonban nem menthette meg a pusztulástól az Asszír Birodalmat: Kr. e. 612-ben Uvakhsatra és Nabú-apal-uszur nomádokkal (a manda törzzsel) szövetségben ostrom alá vette, majd három hónap után bevette Ninivét. Szín-sar-iskun sorsa bizonytalan: egyesek szerint odaveszett az égő palota lángjaiban, más kutatók pedig arra következtetnek, hogy a babiloni király előtt könyörgött az életéért. Többet nem is hallunk róla.
Az asszír adminisztráció az egyébként ismeretlen származású II. Assur-uballittal (Kr. e. 611 – 609) az élén az ősi vallási központba, a kiváltságai révén lojális Harrán városába menekült. Nabú-apal-uszur Kr. e. 612-ben egészen Naszibináig (Niszibisz) és Raszappáig jutott, a következő években pedig megszilárdította hatalmát az asszír magterületen. Kr. e. 610-ben a nomádok segítségével bevette Harránt, ahonnan az asszír vezetőség és egyiptomi szövetségeseik elmenekültek.

## Az új nagyhatalom – harc Egyiptommal
Az egyiptomi felmentő sereg csak Kr. e. 609-ben érkezett – Josijjahu (Jozija, Jósiás) júdai király Megiddó mezején hiába próbálta feltartóztatni II. Nékót. A fáraó kiűzte a babiloniakat Harránból, de nem hagyott ott helyőrséget. Végül Karkemisnél rendezkedtek be az asszír-egyiptomi erők, feltehetően az újbirodalom korának területi viszonyait akarva visszaállítani, illetve Egyiptom az asszír szövetség ürügyén igényt tartott az asszír területek feletti ellenőrzésre is. Az utolsó asszír királyról nem hallunk többé; talán meghalt a karkemisi csatában.
Az ezt követő időszakban Urartuban kellett hadakoznia a babiloni királynak, akit Kr. e. 607-től kezdve fia, a már említett Nabú-kudurri-uszur is segített a hadvezetésben. Ebben az évben Nabú-apal-uszur helyőrséget telepített Kimuhuba, nem messze Karkemistől, ami a következő évben háborúskodáshoz vezetett Szíriában az egyiptomiakkal.
Kr. e. 605 folyamán a nyugati hadjárat vezetése a koronaherceg feladata lett, aki ezt sikerre is vitte: bevette Karkemist, és bár súlyos veszteségeket szenvedett, tovább üldözte az egyiptomiakat Hamath városáig, ahol a Babiloni Krónika szerint mind egy szálig lemészárolta őket.
Azonban nem sikerült végleg pontot tenni az egyiptomi fenyegetésre, ugyanis megérkezett Nabú-apal-uszur halálának (Kr. e. 605. augusztus 16.) híre. A király az évet fővárosában töltötte, talán már ekkor beteg volt. Az örökös azon nyomban hazatért, és már szeptember 7-én megkoronázták. II. Nabú-kudurri-uszur – a bibliai Nabukodonozor, Nebukadneccár – hosszú uralkodása alatt élte az Újbabiloni Birodalom a fénykorát.